# Old Boys Network
 (décembre 2024).
La mise en forme du texte ne suit pas les recommandations de Wikipédia : il faut le « wikifier ».
Les points d'amélioration suivants sont les cas les plus fréquents. Le détail des points à revoir est peut-être précisé sur la page de discussion.
- Les titres sont pré-formatés par le logiciel. Ils ne sont ni en capitales, ni en gras.
- Le texte ne doit pas être écrit en capitales (les noms de famille non plus), ni en gras, ni en italique, ni en « petit »…
- Le gras n'est utilisé que pour surligner le titre de l'article dans l'introduction, une seule fois.
- L'italique est rarement utilisé : mots en langue étrangère, titres d'œuvres, noms de bateaux, etc.
- Les citations ne sont pas en italique mais en corps de texte normal. Elles sont entourées par des guillemets français : « et ».
- Les listes à puces sont à éviter, des paragraphes rédigés étant largement préférés. Les tableaux sont à réserver à la présentation de données structurées (résultats, etc.).
- Les appels de note de bas de page (petits chiffres en exposant, introduits par l'outil «  Source ») sont à placer entre la fin de phrase et le point final[comme ça].
- Les liens internes (vers d'autres articles de Wikipédia) sont à choisir avec parcimonie. Créez des liens vers des articles approfondissant le sujet. Les termes génériques sans rapport avec le sujet sont à éviter, ainsi que les répétitions de liens vers un même terme.
- Les liens externes sont à placer uniquement dans une section « Liens externes », à la fin de l'article. Ces liens sont à choisir avec parcimonie suivant les règles définies. Si un lien sert de source à l'article, son insertion dans le texte est à faire par les notes de bas de page.
- La présentation des références doit suivre les conventions bibliographiques. Il est recommandé d'utiliser les modèles {{Ouvrage}}, {{Chapitre}}, {{Article}}, {{Lien web}} et/ou {{Bibliographie}}. Le mode d'édition visuel peut mettre en forme automatiquement les références.
- Insérer une infobox (cadre d'informations à droite) n'est pas obligatoire pour parachever la mise en page.

Pour une aide détaillée, merci de consulter Aide:Wikification.
Si vous pensez que ces points ont été résolus, vous pouvez retirer ce bandeau et améliorer la mise en forme d'un autre article.
Le Old Boys Network est la première alliance cyberféministe internationale. Elle est fondée en 1997 à Berlin et reste active jusqu'en 2001.

## Histoire du groupement
Le groupe est fondé par Susanne Ackers, Julianne Pierce, Valentina Djordjevic, Ellen Nonnenmacher et Cornelia Sollfrank au printemps 1997. Elles organisent la Première Internationale Cyberféministe en septembre de cette année-là dans le cadre de l'événement artistique Documenta X. La philosophie du Old Boys Network est de garder le terme « cyberféminisme » aussi ouvert que possible, permettant des approches diverses et interdisciplinaires. Ce réseau est inclusif et accorde de l’importance au désaccord et au débat au sein du mouvement.
Le groupe réalise trois conférences internationales. Après la deuxième conférence internationale qui s'était tenue à Rotterdam en 1999, la structure organisationnelle change complètement. Le modèle basé sur un groupe central travaillant en réseau est remplacée par une association composée de différents groupes de travail. Au cours de ces cinq années d'activité de l'OBN, trois conférences internationales ont été organisées dans différentes constellations.
« La vérité sur le cyberféminisme » est une conférence qui s'est tenue à Högenhausen du 22 au 24 octobre 2000, dans le cadre du symposium international « Dialoge und Debatten » sur les positions féministes dans les arts visuels contemporains. Cet événement réunit divers artistes et théoriciens pour explorer et débattre des intersections du féminisme et de la culture numérique. Le symposium a pour objectif de favoriser les discussions critiques et de mettre en valeur les pratiques artistiques féministes innovantes.
Dans son essai, Cornelia Sollfrank explore la dynamique organisationnelle interne et les courants micropolitiques qui ont façonné l'OBN, en soulignant l'enchevêtrement de l'art et de la politique, non seulement comme plate-forme d'organisation des contextes existants, mais jouant un rôle crucial dans la création de nouveaux champs et imaginaires. Le groupe s'est réuni autour du concept d'« esthétique organisationnelle », où le processus d'organisation et de construction de relations est considéré comme une pratique artistique et politique. Le réseau a travaillé sur des sujets relevant de la micropolitique : l'esprit, les vibrations et les affects et non par un consensus sur des sujets macropolitiques.
La création de l’archive OBN est un référentiel dynamique d’activités cyberféministes. Ces archives préservent non seulement les artefacts numériques, mais également les aspects relationnels et contextuels du travail de l'OBN.
Le vingtième anniversaire de la première Internationale cyberféministe est célébré par l'Institut d'art contemporain de Londres avec un événement de cinq jours appelé l'Internationale post-cyberféministe.

## Événements antérieurs
- La première conférence internationale cyberféministe faisait partie de la Documenta X et a eu lieu à Kassel, du 20 au 28 septembre 1997. Il a été organisé par Old Boys Network.
- OBN@IFA, Stuttgart, 26 novembre 1997 Présentation à l'Institut des relations culturelles étrangères (IFA) à Stuttgart.
- OBN@ZKM, Karlsruhe, 20 février 1998 Présentation au Centre d'art et des médias (ZKM) de Karlsruhe, explorant les pratiques cyberféministes et la culture numérique.
- OBN@V2, Rotterdam, 15 mai 1998 Présentation à l'Institut V2 pour les médias instables à Rotterdam, discutant de l'impact du cyberféminisme sur les médias contemporains.
- OBN@KUNSTHALLE, Vienne, 10 septembre 1998 Présentation à la Kunsthalle de Vienne, examinant le rôle du cyberféminisme dans le monde de l'art.
- OBN@MUSEUM LUDWIG, Cologne, 5 novembre 1998 Présentation au Musée Ludwig de Cologne, axée sur l'intégration des idées cyberféministes dans les pratiques muséales.
- OBN@DEAF, Rotterdam, 18 novembre 1998 Présentation au Dutch Electronic Art Festival (DEAF) à Rotterdam, soulignant les contributions du cyberféminisme à l'art électronique.
- La prochaine conférence internationale cyberféministe a eu lieu à Rotterdam, du 8 au 13 mars 1999.
- OBN@ZKM, représentation, ZKM, Karlsruhe, 16 octobre 1999. Contribution performative à l'exposition net_condition[9].
- OBN@IFU, présentation, Université de Hambourg, 24 août 2000[10].
- Conférence internationale Very Cyberfeminist, Lichtmess-Kino, Hambourg, 13-16 décembre 2001.